# 947. pr. Kr.
◄ | 11. stoljeće pr. Kr. | 10. stoljeće pr. Kr. | 9. stoljeće pr. Kr. | ►
◄ | 970-ih pr. Kr. | 960-ih pr. Kr. | 950-ih pr. Kr. | 940-ih pr. Kr. | 930-ih pr. Kr. | 920-ih pr. Kr. | 910-ih pr. Kr. | ►
◄◄ | ◄ | 950. pr. Kr. | 949. pr. Kr. | 948. pr. Kr. | 947 pr. Kr. | 946. pr. Kr. | 945. pr. Kr. | 944. pr. Kr. | ► | ►►
Astronomija

## Događaji
- Nakon smrti faraona Psusenesa II. i gašenja XXI. dinastije na prijestolje egipta dolazi libijska XXII. dinastija s faraonom Šešonikom I.

## Smrti
- Umire faraon Psusenes II. iz XXI. dinastije i njegovom smrću se gasi ta dinastija.